# Mad Macarrão
Eduardo Landín Fráguas mais conhecido como Macarrão ou Mad Macarrão (Santos, 1965) é um piloto brasileiro de automobilismo na categoria caminhões, conhecido pelos anos de competição na Fórmula Truck,

## Trajetória esportiva
Macarrão transportava containers pelas estradas brasileiras como profissão, e conheceu a Fórmula Truck em 1994.

### Fórmula Truck
Um autêntico carreteiro como se descrevia Macarrão, é um dos pioneiros da categoria, e correu até o ano de 2007.
Macarrão era conhecido pelo jeito autêntico de pilotar e, mesmo sem vitórias, era um dos pilotos mais carismáticos, chegou a pintar os cabelos e pilotar de vestido em aposta perdida contra Débora Rodrigues.

### Acidente em Interlagos 2003
Um dos episódios mais marcantes do piloto foi quando seu caminhão Volvo pegou fogo, devido a um problema de eixo, na reta de Interlagos. Ele tentou continuar porém, teve que pular de seu caminhão já sem capacete, pois o fogo se alastrou. Macarrão foi muito ovacionado após o acontecido.